# Melchor García Sampedro Xuyên
Giuse Garcia Sampedro Xuyên (1821 - 1858) là một Giám mục Truyền giáo người Tây Ban Nha của Giáo hội Công giáo Rôma. Ông từng truyền giáo tại Đàng Ngoài, với chức danh Đại diện Tông Tòa Hạt Đại diện Tông Tòa Trung Đàng Ngoài. Vì lý do tử đạo, ông được Giáo hội Công giáo tuyên phong Hiển thánh, bởi phần nghi thức chủ sự bởi Giáo hoàng Gioan Phaolô II vào ngày 19 tháng 6 năm 1988.

## Thân thế
Thánh Melchior Gárcia Sampedro - Xuyên sinh ngày 26 tháng 4 năm 1821 tại Quirós, công quốc Asturias, vương quốc Tây Ban Nha. Gia đình ông thuộc dòng dõi quý tộc, nhưng đã sa sút, lâm vào cảnh túng thiếu. Năm 21 tuổi, chủng sinh Sampedro học thần học ở Chủng viện Oviedo. Ba năm sau, thầy xin vào dòng Đa Minh để được đi truyền giáo. Sau năm tập, được tuyên khấn và chuẩn bị thụ phong linh mục ngày 29 tháng 05 năm 1847.

## Truyền đạo
Đến Manila, linh mục Sampedro xin và được cử đến Việt Nam vào tháng 2 năm 1849. Từ lúc này, ông dùng tên mới là Xuyên.
Tháng 3 năm 1850 linh mục Xuyên được Giám mục Sanjurjo - An đặt làm Giám đốc chủng viện ở Cao Xá. Tháng 7, ông được chọn làm đại diện giám tỉnh. Linh mục Xuyên cho in nhiều tập sách giáo lý nhỏ cho giáo hữu và quan tâm truyền giáo cho lương dân.
Năm 1852, Giám mục An đã chọn linh mục Sampedro làm giám mục phó. Lễ tấn phong được cử hành long trọng ngày 16 tháng 9 năm 1855 tại Bùi Chu. Giám mục Xuyên nhiệt tình trong sứ vụ mới. Riêng năm 1855, địa phận Trung có 35.349 trẻ em được rửa tội.
Cuộc bách hại gia tăng, thánh Sanjurjo-An chịu tử đạo ngày 20 tháng 7 năm 1857. Dù bị ra giá cao cho ai bắt được, nhưng Giám mục Xuyên vẫn lén lút đi thăm các họ đạo vào ban đêm. Đề phòng giáo phận sẽ không có giám mục quản lý, Giám mục Xuyên đã chọn linh mục Valentino - Vinh làm giám mục phó. Lễ tấn phong của giám mục được cử hành âm thầm vào ban đêm tại nhà một giáo dân ở Ninh Cường.

## Tử đạo
Ngày 8 tháng 7 năm 1858 tại Kiên Lao, Giám mục Xuyên bị bắt cùng hai giúp lễ Nguyễn Tiệp và Mai Hiến. Sau 20 ngày trong ngục, Giám mục chịu án lăng trì ngày 28 tháng 7 năm 1858. Trên đường ra pháp trường Bảy Mẫu, giám mục tay cầm sách kinh nguyện, tay ban phép lành. Bản thân giáo sĩ này có bị người dân ném bùn vào người. Lý hình xô giám mục nằm sấp trên chiếu có phủ vải, rồi họ cột chân tay căng vào bốn cọc ở bốn phía, và thêm hai cọc ở dưới nách để nạn nhân khỏi cựa quậy.
Thi thể cố giám mục được vùi dưới một hố sâu, với phần thủ cấp bị bêu nơi công cộng ba ngày. Về sau các giáo hữu đưa thi hài cố giám mục về an táng tại Phú Nhai. Năm 1888, hài cốt của ông được hồi hương về Nhà thờ Chính tòa Oviedo, nhưng cốt tay phải thì để lại Bùi Chu, còn cốt tay trái được đưa về Manila.

Theo Đại Nam thực lục:
Mậu ngọ, Tự Đức năm thứ 11 [1858], ... Lũ tên Xuyên [Melchor García Sampedro Xuyên] là đạo trưởng người Tây dương mưu làm giặc phải giết chết. Trước kia, lũ giáo dân ở làng Quần Cống, tỉnh Nam Định là lũ Phạm Viết Khảm làm nhà thờ, nhà ở của đạo, đồ dùng tiếm lấn, lại làm nhiều đồ quân khí (giường gỗ sơn son thếp bạc, kiệu sơn son chạm hình con rồng, trống lớn, chiêng đồng, lọng vàng, cờ, gươm) đón đạo trưởng người Tây dương là tên Xuyên và đạo trưởng người nước ta là tên Duyệt, tên Trí về ở, ngầm mưu làm phản. Quan tỉnh sai bắt làm án. Việc tâu lên, tên Xuyên (người Y Pha Nho 衣坡儒 [España, Tây Ban Nha]) chuẩn cho đem lăng trì xử tử, lấy đầu đem bêu, vứt xác xuống biển ; lũ tòng phạm là Nguyễn Văn Tiệp, Mai Hiến đem chém ngay. Quan tỉnh là Nguyễn Đình Tân thưởng gia 1 cấp, lại thưởng thêm cho 1 đồng tiền Phi long bằng vàng hạng to; Hoàng Trọng Nguyên, Trịnh Lý Hanh đều được thưởng kỷ lục 3 thứ và mỗi người 1 đồng tiền vàng Nhị nghi ; những người đi bắt được việc đều thưởng cho phẩm hàm, gia cấp, kỷ lục có thứ bậc khác nhau.
Giám mục Garcia Sampedro - Xuyên được suy tôn lên bậc Chân phước ngày 29 tháng 04 năm 1951 và được tôn phong Hiển thánh ngày 19 tháng 06 năm 1988.

## Tông truyền
Giám mục Melchor García Sampedro Xuyên được tấn phong giám mục năm 1855, thời Giáo hoàng Piô IX, bởi:
- Giám mục chủ phong: Giám mục José María Díaz Sanjuro An, Đại diện Tông tòa Hạt đại diện Tông tòa Trung Đàng Ngoài.
- Hai giám mục phụ phong: Giám mục Jerónimo Hermosilla Vọng, Đại diện Tông tòa Hạt đại diện Tông tòa Đông Đàng Ngoài và Giám mục Hilarión Alcázar Hy, Phó Đại diện Tông tòa Hạt đại diện Tông tòa Đông Đàng Ngoài.

Giám mục Melchor García Sampedro Xuyên là giám mục chủ phong cho các giám mục:
- Năm 1858, giám mục Valentín de Berriochoa Vinh, cố Đại diện Tông tòa Hạt đại diện Tông tòa Trung Đàng Ngoài.